# Peter Travers

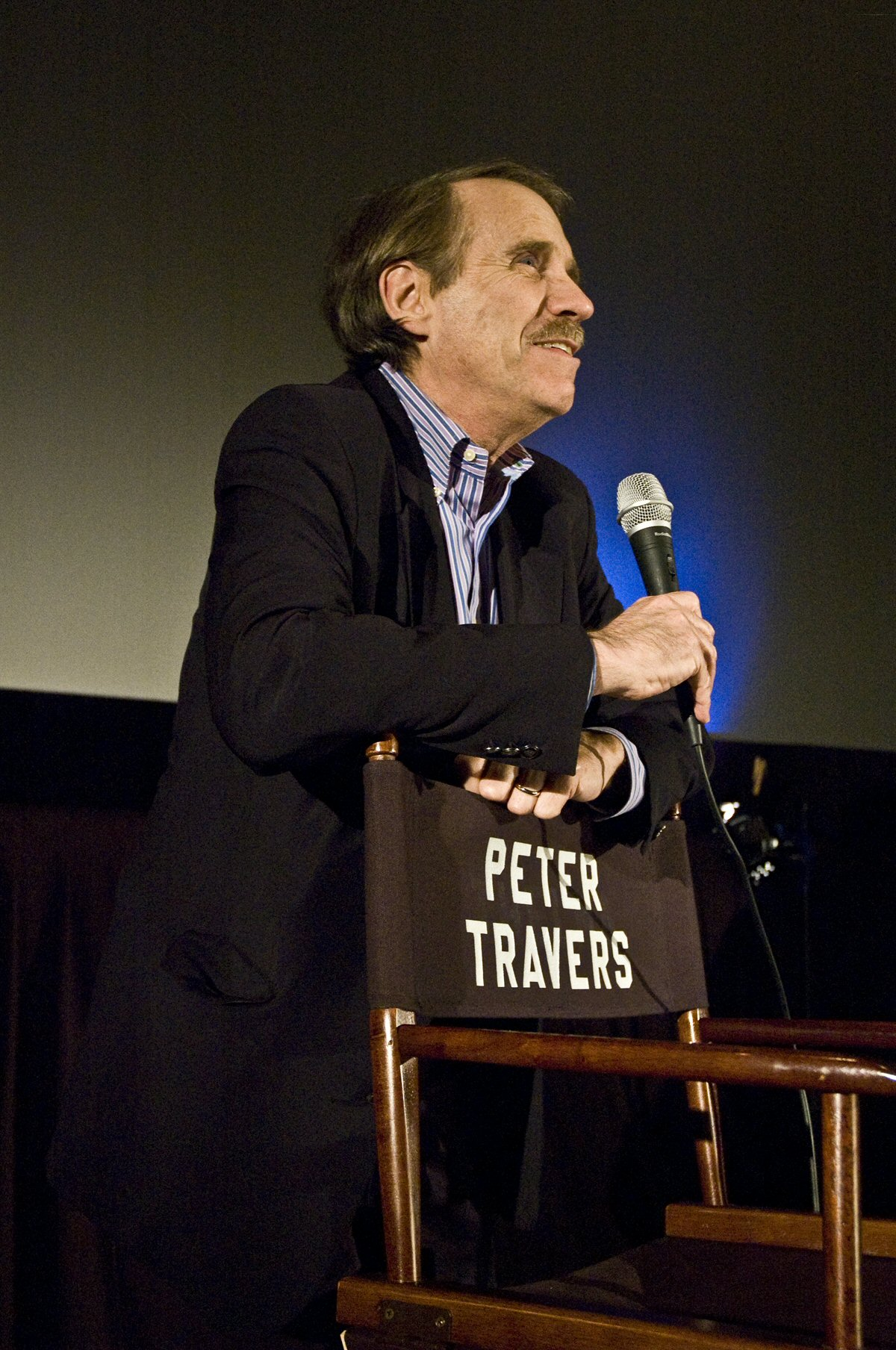
Peter Travers nel 2008

Peter Travers (1943 /1944) è un critico cinematografico e conduttore televisivo statunitense, che ha lavorato per le riviste People e Rolling Stone.

## Biografia
Travers è uno dei critici cinematografici più riconosciuti negli Stati Uniti. Prima di iniziare a scrivere per Rolling Stone, nel 1989, è stato critico cinematografico per la rivista People tra il 1984 e il 1988. Tra i suoi registi preferiti figurano Martin Scorsese, David Lynch, Paul Thomas Anderson, Clint Eastwood, Christopher Nolan, Joel ed Ethan Coen e Ang Lee. Ha inoltre mostrato disprezzo per Michael Bay e i suoi film. Parallelamente all'attività giornalistica, conduce lo show televisivo Popcorn with Peter Travers per la ABC News, in cui intervista attori e registi sugli ultimi progetti e la loro vita privata.